# Severopanonská podprovincie

Severopanonská biogeografická podprovincie na území ČR

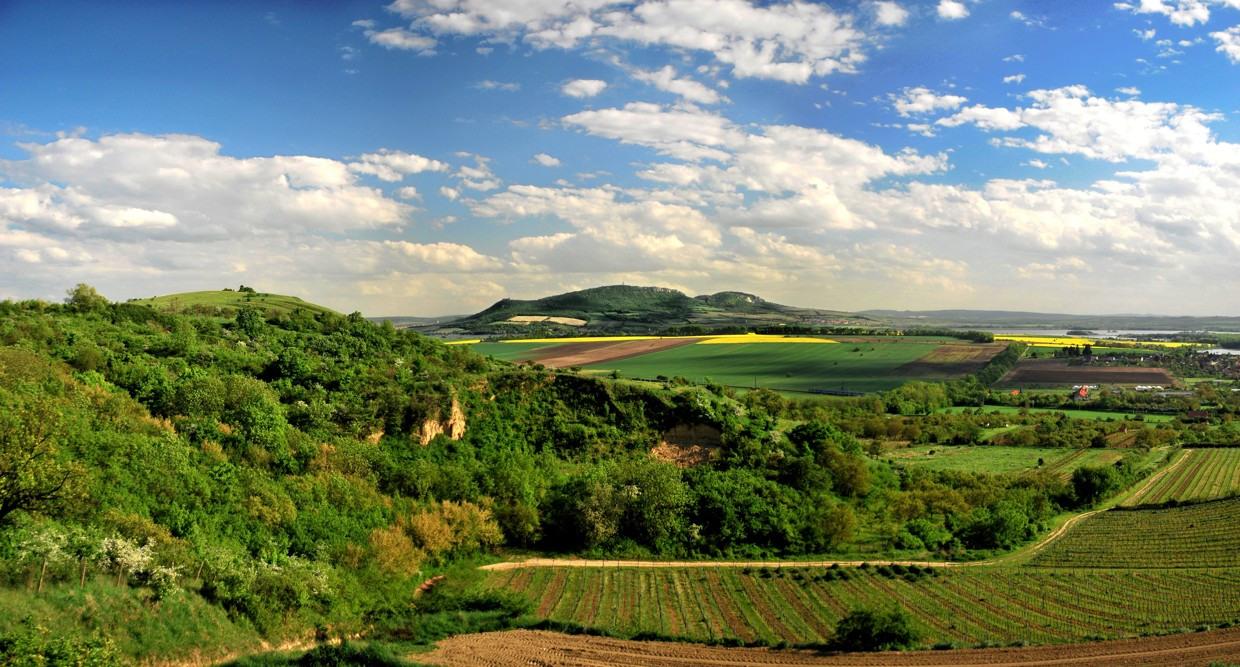
Krajina Panonie: pole, vinice, lesíky a stepní lady. Na fotografii Pouzdřanská step, v pozadí Pavlovské vrchy.

Severopanonská podprovincie (někdy též Panonie) je biogeografická jednotka, která se na území České republiky rozkládá v jižní části Moravy. Jedná se o podprovincii teplých nížin, která vychází z prostoru Panonské pánve (s centrem v Maďarsku) a zasahuje do ČR svým severozápadním výběžkem (až k Brnu).
V rámci biogeografického členění Česka je jednou ze čtyř podprovincií a nadřazenou jednotkou je panonská provincie. Severopanonská podprovincie je určitou analogií k „ekoregionu“ Pannonian mixed forests v systému Světového fondu na ochranu přírody (WWF). V Česku je v rámci této podprovincie vyčleněno 5 bioregionů (viz seznam níže).

## Charakteristika
Podprovincie je typická svým plochým reliéfem budovaným převážně měkkými sedimenty (spraše, váté písky a sedimenty řek). Pouze v prostoru Pálavy vystupují pevnější horniny (vápence) se skálami, kde se přirozeně vyskytuje biota skalních stepí.
Vegetace je výrazně teplomilná, tomu odpovídá i dominance 1. dubového vegetačního stupně. Od sousedních podprovincií se Panonie liší především přítomností šípákových doubrav, suchomilných lad a teplomilně ovlivněnými lužními lesy. Panonský a mediteránní vliv je místy takový, že podíl teplomilných druhů převyšuje druhy se středoevropským rozšířením. Některá typická společenstva středoevropského listnatého lesa pak chybí (např. buk lesní). Endemitů je málo, typickými relikty jsou xerofilní druhy stepi z posledních glaciálů.
Krajina je v současnosti výrazně zemědělská s poli a menšími lesíky, se zastoupením především dubu, borovice a nepůvodního akátu, který byl na Moravu zavlečen.
Fauna je též typicky teplomilná a s absencí horských druhů. Kromě živočišných druhů vázaných na lužní lesy jsou hojné druhy stepí, skalních stepí, písků a polí (zejm. druhy hmyzu). Řada druhů se již v ostatních podprovinciích ČR nevyskytuje.